# Amtsgericht Ottobeuren
Das Amtsgericht Ottobeuren war ein von 1879 bis 1931 bestehendes bayerisches Gericht der ordentlichen Gerichtsbarkeit mit Sitz im schwäbischen Ottobeuren.
Anlässlich der Einführung des Gerichtsverfassungsgesetzes am 1. Oktober 1879 wurde in Ottobeuren ein Amtsgericht errichtet, dessen Sprengel aus dem ehemaligen Landgerichtsbezirk Ottobeuren gebildet wurde und die Orte Arlesried, Attenhausen, Betzisried, Böhen, Daxberg, Dietratried, Egg an der Günz, Engetried, Erkheim, Frechenrieden, Frickenhausen, Gottenau, Günz, Guggenberg, Haitzen, Hawangen, Holzgünz, Lachen, Lannenberg, Lauben, Niederdorf, Ollarzried, Ottobeuren, Markt Rettenbach, Schlegelsberg, Schwaighausen, Sontheim, Ungerhausen, Westerheim, Wineden und Wolfertschwenden umfasste. Übergeordnete Instanz war das Landgericht Memmingen.
Mit Wirkung vom 1. März 1931 wurde das Amtsgericht Ottobeuren aufgehoben und dessen Bezirk mit dem Bezirk des Amtsgerichts Memmingen vereinigt.